# Œil de faucon et le Dernier des Mohicans
Œil de faucon et le Dernier des Mohicans (Hawkeye and the last of the Mohicans) est une série télévisée canadienne en 39 épisodes de 30 minutes produit par ITC Entertainment et Normandie Productions et diffusé entre le 3 avril 1957 et le 25 décembre 1957 en syndication.
En France, la série a été diffusée en 1959 sur la RTF.
Les scènes cinématographiques furent filmées à Valley Farm Road (Pickering, Ontario, Canada).
La série est basée sur le roman de James Fenimore Cooper Le Dernier des Mohicans. On y raconte les luttes franco-britanniques en Amérique du Nord au XVIIIe siècle. On y retrouve comme interprètes principaux John Hart dans le rôle du trappeur Nat Hawkeye Cutler et de son fidèle ami amérindien Chingachgook, joué par Lon Chaney Jr..

## Épisodes
1. Retrouvailles de Hawkeye (Hawkeye's Homecoming)
2. La Menace (The Threat)
3. Franklin histoire (Franklin Story)
4. titre français inconnu (The Wild One)
5. titre français inconnu (Delaware Hoax)
6. titre français inconnu (The Coward)
7. L'Ethan Allen histoire (The Ethan Allen Story)
8. La Sorcière (The Witch)
9. titre français inconnu (The Medicine Man)
10. Le Serviteur (The Servant)
11. La Recherche (The Search)
12. le tatouage de serpent (Snake Tattoo)
13. Faux témoin (False Witness)
14. Baril de poudre (Powder Keg)
15. Bouc émissaire (Scapegoat)
16. Petite gare (Way Station)
17. La Brute (The Brute)
18. titre français inconnu (Stubborn Pioneer
19. La vallée promise (The Promised Valley)
20. La Fille (The Girl)
21. Le soldat (The Soldier)
22. titre français inconnu (Huron Tomahawk)
23. Tolliver Gang (Tolliver Gang)
24. Le colonel et sa femme (The Colonel and His Lady)
25. Washington histoire (Washington Story)
26. Passage Hiver (Winter Passage)
27. titre français inconnu (The Reckoning)
28. Le trésor de La Salle (La Salle's Treasure)
29. Le Prisonnier (The Prisoner)
30. Faux Visages (False Faces)
31. Le Morristown histoire (The Morristown Story)
32. Vengeance (Revenge)
33. Le Concours (The Contest)
34. Le Truant (The Truant)
35. L'attribution royale (The Royal Grant)
36. titre français inconnu (The Long Rifles)
37. L'imprimante (The Printer)
38. La poupée indienne (The Indian Doll)
39. Cercle de la Haine (Circle of Hate)